# Marcel Tyrell
Marcel Tyrell ist ein deutscher Ökonom.

## Leben
Marcel Tyrell entstammt einer renommierten Winzerfamilie aus Trier. Von 1981 bis 1984 studierte er Wein- und Kellerwirtschaft an der FH Geisenheim und von 1985 bis 1989 Wirtschaftswissenschaften mit dem Schwerpunkt Geld, Kredit und Finanzwirtschaft an der Universität Trier. Er war von 1989 bis 1994 wissenschaftlicher Mitarbeiter an der Wilhelm Merton-Professur für Internationales Finanzwesen bei Reinhard H. Schmidt an der Goethe-Universität. Nach der Promotion 1999 an der Goethe-Universität war er von 2001 bis 2007 Lehrbeauftragter am Fachbereich Wirtschaftswissenschaften an der Goethe-Universität und an der Universität Trier. Nach der Habilitation 2005 in Frankfurt am Main war er von 2007 bis 2008 Professor am Stiftungslehrstuhl für Ökonomie der Finanzinstitutionen an der European Business School. Außerdem war er Gastforscher im Forschungszentrum an der Deutschen Bundesbank sowie Visiting Metzler Professor an der Wharton School, University of Pennsylvania in den USA. Seit 2009 war er Professor für Unternehmer- und Finanzwissenschaften und Institutsleiter des Buchanan Institute for Entrepreneurship & Finance an der Zeppelin Universität. 2017 übernimmt Marcel Tyrell den neu geschaffenen Lehrstuhl Banking and Finance an der Universität Witten/Herdecke und wird Dekan der Wirtschaftsfakultät der Universität. Des Weiteren ist er Vertrauensdozent der Studienstiftung des deutschen Volkes.
Seine Forschungsschwerpunkte sind die Veränderungsdynamik von Finanzsystemen mit ihren Auswirkungen auf Finanzierungsstrukturen und Kapitalmärkte gerade auch im internationalen Vergleich. Dazu zählen insbesondere auch Fragen der Start-Up-Finanzierung und Private Equity.

## Schriften (Auswahl)
- Kapitalmärkte und Banken. Formen der Informationsverarbeitung als konstitutives Merkmal. Wiesbaden 2003, ISBN 3-8244-7364-X.
- mit Andreas Hackethal und Reinhard H. Schmidt: Banks and German corporate governance. On the way to a capital market-based system?. Frankfurt am Main 2005.
- mit Christina E. Bannier und Falko Fecht: Open-end real estate funds in Germany: genesis and crisis. Frankfurt am Main 2006.
- mit Christina E. Bannier: Modelling the role of credit rating agencies. Do they spark off a virtuous circle?. Frankfurt am Main 2006.